# Marianne Frostig
Marianne Frostig (Viena, Austria, 1906; ?, 1985) fue una trabajadora social y gimnasta rítmica austríaca. Estudió educación y psicología en los Estados Unidos. En 1947, fundó el Centro de Marianne Frostig de terapia educativa en Los Ángeles, California. Dirigió esa escuela para niños con problemas de aprendizaje reconocida internacionalmente, hasta 1972.
En cooperación con sus colegas en el Centro, desarrolló un método para enseñar a los niños con discapacidades de aprendizaje conocido como el Enfoque Frostig. No es un método específico, sino un concepto para el desarrollo integral de la personalidad del niño y el tratamiento de dificultades de aprendizaje. En el curso del desarrollo de su enfoque, integró una serie de fundamentos y teorías psicológicas y métodos educativos con el fin de encontrar el aprendizaje apropiado para cada niño.
Marianne Frostig hizo hincapié en la necesidad de una evaluación de diagnóstico multdimensional e interdisciplinario como base para planear un programa de aprendizaje terapéutico o educativo para cada niño. Ella y su equipo desarrollaron las pruebas estandarizadas para evaluar el estado de desarrollo de los niños en movimiento (habilidades motrices) y la percepción. Estos son:
- Movimiento Frostig Batería de Exámenes de Habilidades (Orpet, 1972)
- Prueba del desarrollo de la percepción visual (Frostig et al., 1964)

Para el uso en Alemania, desarrolló la estandarización de la prueba de la percepción visual, y se han desarrollado nuevas directrices para la evaluación e interpretación (UNAS - Frostig Examen de Desarrollo de la percepción visual, Lockowand, 7ª ed. 1993). El Movimiento Frostig de Baterías de Exámenes de Habilidades se publicó en Alemania como FTM - prueba de Frostig del desarrollo motor de 1985, usando una estandarización sueca.[cita requerida]
Los resultados de estas pruebas, junto con otros procedimientos de diagnóstico evaluación del lenguaje, del desarrollo cognitivo, del rendimiento académico y del desarrollo social-emocional son la base para la planificación de un programa educativo o terapéutico individual.[cita requerida]
Marianne Frostig desarrolló programas especiales para la educación y el movimiento para la mejora de la percepción-capacidad visual. Ellos fueron:
- MGL Move-Grow-Learn (Frostig, Maslow, 1972)
- Programa de desarrollo en la percepción visual (Frostig et al., 1972)

Estos programas, sin embargo, son solo una parte de los humanistas, con un enfoque ntegrado enfoque holístico para trabajar con niños.

## Literatura
- Marianne Frostig: Bewegungserziehung. Neue Wege der Heilpädagogik (Movimiento de la educación. Nuevas formas de educación especial). 6. Aufl. 1999 Reinhardt, Múnich